# Kríni (ort i Grekland, Västra Grekland)
Kríni (Krini) är en ort i Grekland.   Den ligger i prefekturen Nomós Achaḯas och regionen Västra Grekland, i den centrala delen av landet, 160 km väster om huvudstaden Aten. Kríni ligger 626 meter över havet och antalet invånare är 293.
Terrängen runt Kríni är kuperad västerut, men österut är den bergig. Runt Kríni är det ganska tätbefolkat, med 144 invånare per kvadratkilometer. Närmaste större samhälle är Aígio, 12,5 km nordost om Kríni. 